# ناک اوت (فیلم ۲۰۱۰)
ناک اوت (به هندی: Knock Out) فیلمی محصول سال ۲۰۱۰ و به کارگردانی مانی شانکار است. در این فیلم بازیگرانی همچون سانجی دات، کانگانا رانوت، عرفان خان، گلشن گروور، سوشانت سینگ ایفای نقش کرده‌اند.